# 乾草市場紀念鐘樓
乾草市場紀念鐘樓（英語：Haymarket Memorial Clock Tower）是位於英國萊斯特郡萊斯特的一座鐘樓，建於1868年。鐘樓高度約12米，主要由花崗岩建造。鐘樓位於萊斯特市中心的五條街道之間：Church Gate、Haymarket Street、Humberstone Gate、Gallowtree Gate和East Gates，為萊斯特城的一個地標，也是城市居民和許多遊客的會面場所。
鐘樓同時也是一座紀念碑，在其四面分別有四座雕像，以紀念四名與萊斯特相關的著名人物，分別為：第六代萊切斯特伯爵西蒙·德孟福爾、威廉·威格斯頓、托馬斯·懷特、加布里埃爾·牛頓。

### 雕像

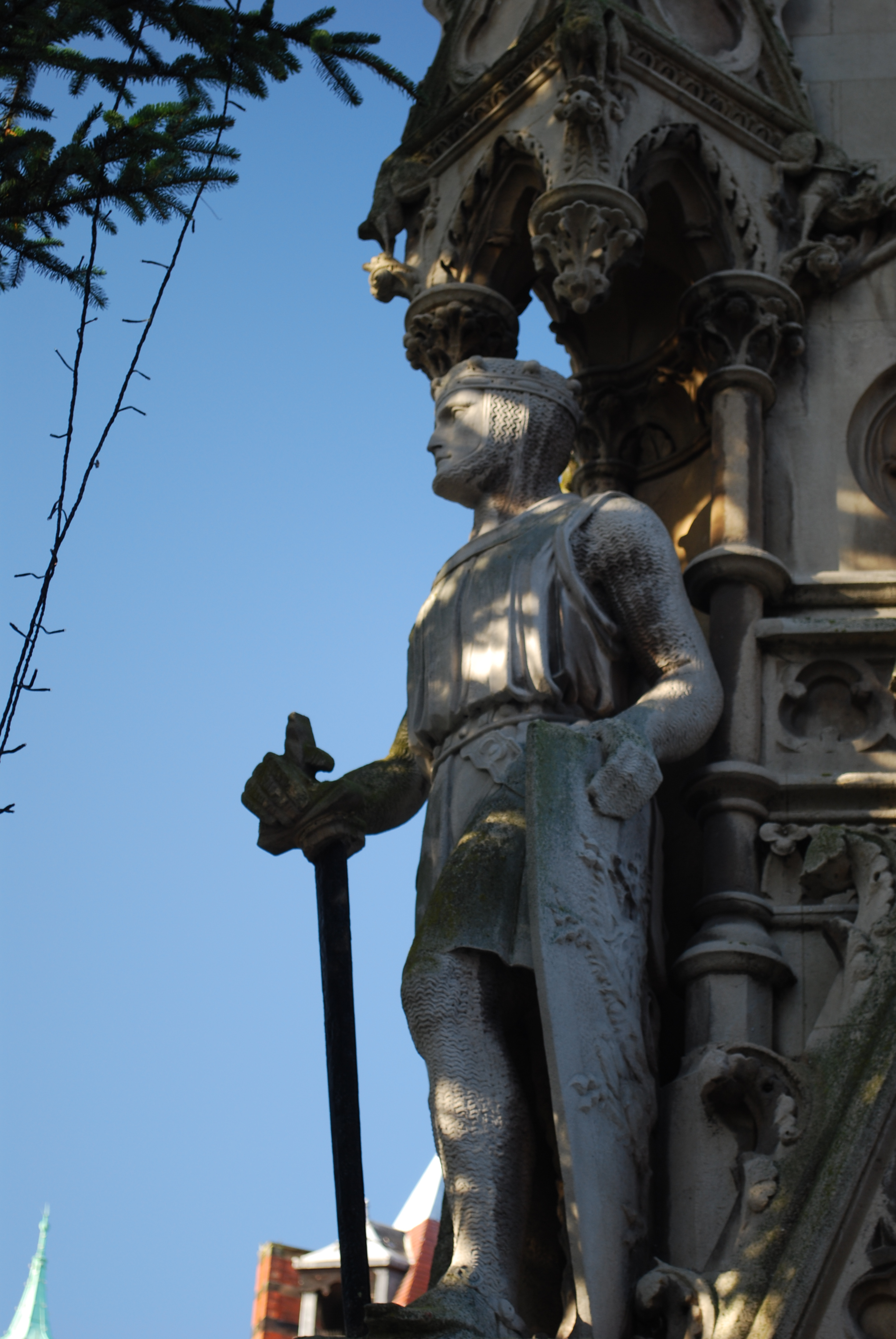
西蒙·德孟福爾
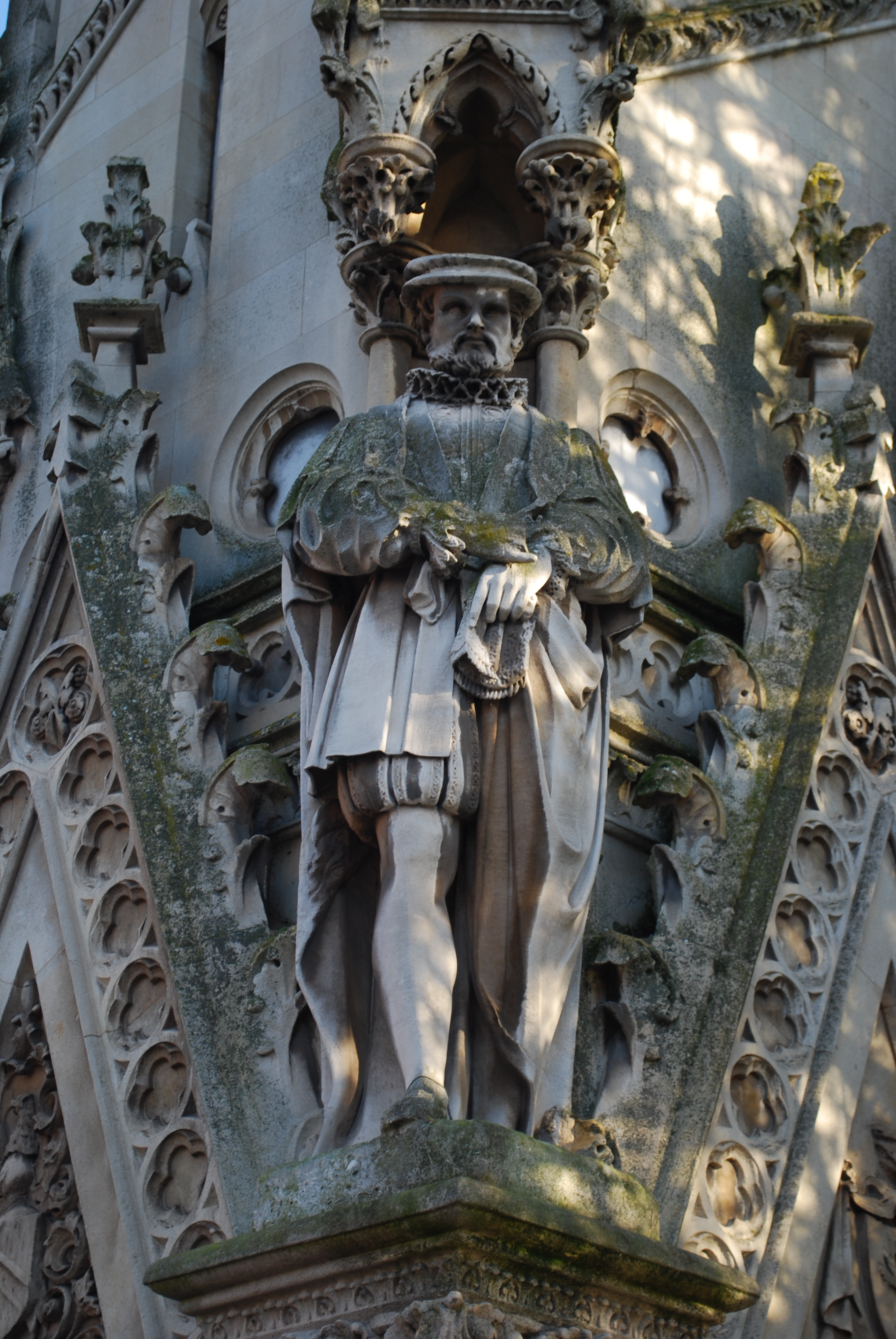
威廉·威格斯頓
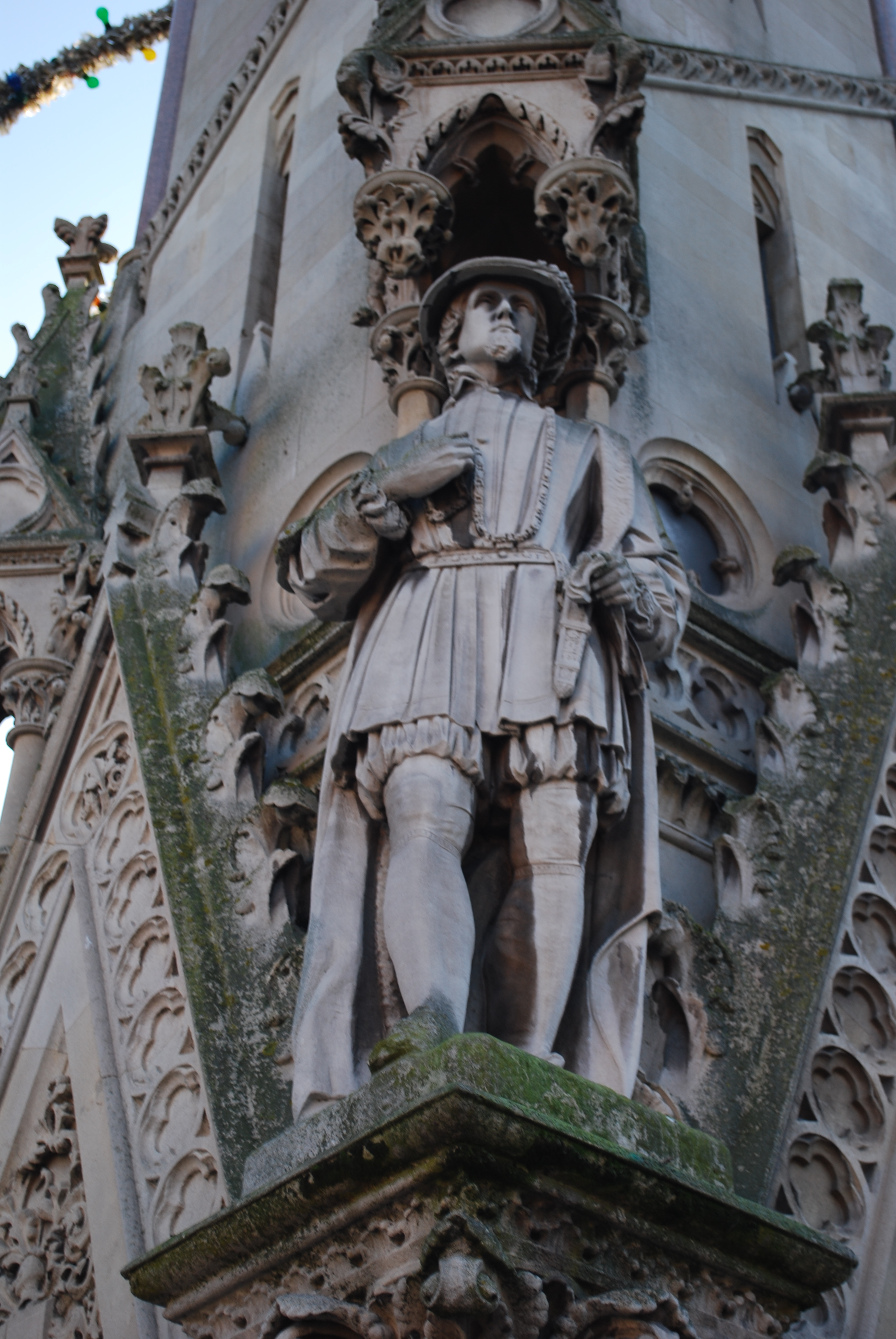
托馬斯·懷特
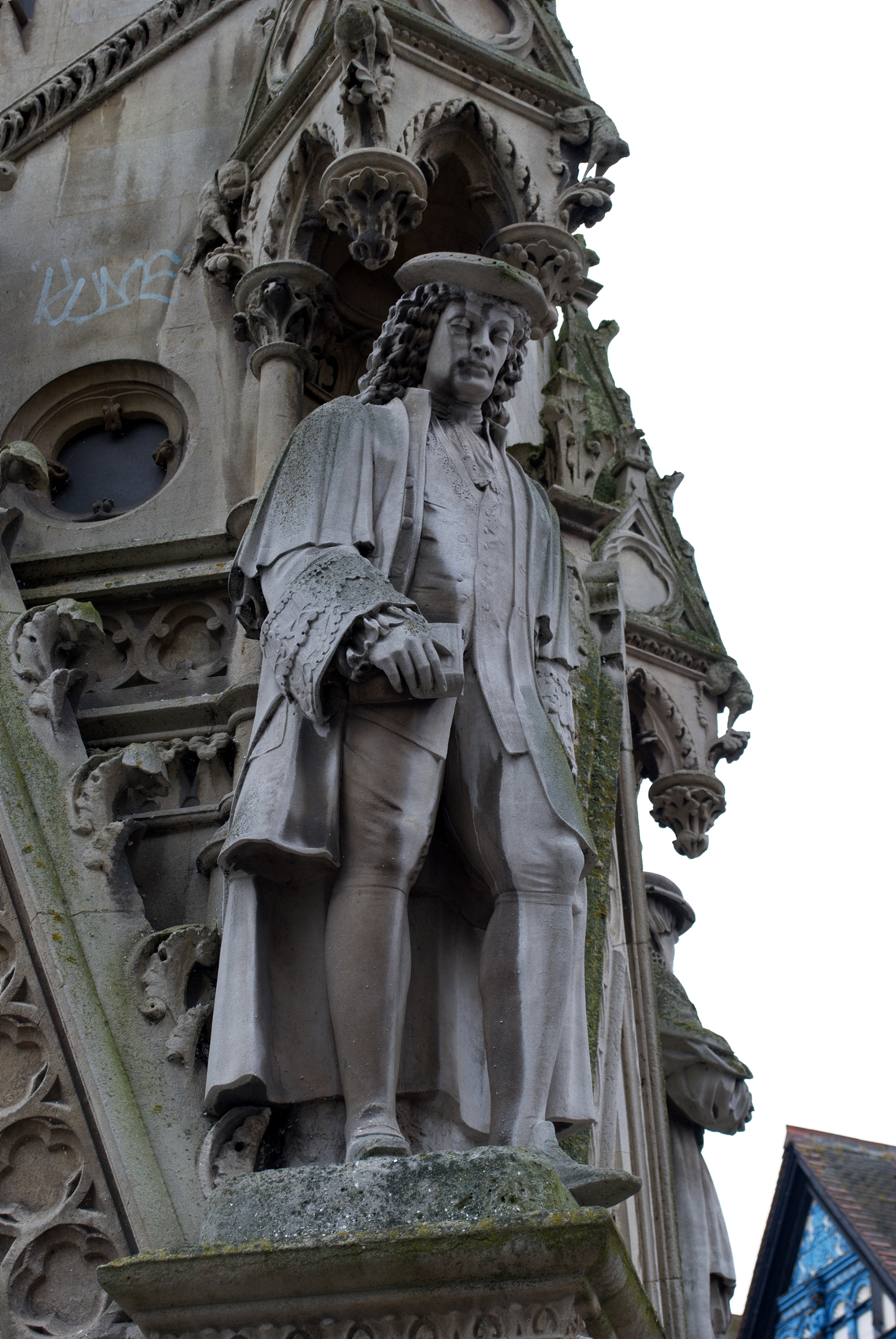
加布里埃爾·牛頓

## 外部連結
- 萊斯特市議會對於鐘樓的簡介 （英文）
- 1963年的鐘樓照片，BBC （页面存档备份，存于） （英文）